# 엘핀 에반스
엘핀 에반스(Elfyn Evans, 1988년 12월 28일 ~ )는 웨일스의 랠리 드라이버이다. 월드 랠리 챔피언십에서 코드라이버 스콧 마틴(Scott Martin)과 함께 토요타 가주 레이싱 팀 소속으로 경쟁하고 있다. 아버지는 1996년 영국 랠리 챔피언이자 전 월드 랠리 챔피언십 드라이버인 그윈다프 에반스(Gwyndaf Evans)이다.